# Адам Микола Михайлович
Микола Михайлович Адам (біл. Мікола Міхайлавіч Адам; нар 8 січня 1978, c. Миколайовщина, Стовбцівський район, Мінська область; Псевдонім: Майк Одам) — білоруський поет, прозаїк, перекладач.

## Біографія
Народився у 1978 році в селі Миколайовщина. До 1992 року жив у Казахстані (м. Шахтинськ Карагандинської області). Закінчив Миколайовщинську школу імені Коласа (1995), філологічний факультет БДУ (2000), культурологічний факультет кафедри кінодраматургії Білоруського державного університету культури і мистецтв (2005). Його доручили до Копиля директором районного Будинку культури. Він заснував там театральну студію «Непаседа», поставив виставу «Дабрыдзень, Маша!», яка мала неоднозначний резонанс. До 2010 року займався театральною роботою з дітьми. Працював спеціальним кореспондентом газети «Культура», керівником Театру-студії кіноакторів, вантажником, редактором у видавництвах «Мастацкая літаратура», «Рэгістр». З 2020 року — у відділі поезії журналу «Маладосць».

## Творчість
Дебютував в поезії у 1995 році в журналі «Першацвет». Автор книг поезій «Калыханка для каханай» (2001), «Вайна, прыдуманая мною» (2004), «Під лацканами споминів» (Івано-Франківськ, 2018, у перекладі українською мовою), «Небо на столі» (Вінниця, 2020, у перекладі українською мовою).
Друкувався в журналах «Полымя», «Маладосць», «Акно», літературних газетах «Літаратура і мастацтва», «Звязда», «Наша Ніва», російському альманасі «Петербургские строфы», колективних збірниках «Анталогія маладога верша» (Мінськ, «Ураджай», 2001) «Кахаць і верыць» (Мінськ, «Мастацкая літаратура», 2013), «Пад зоркай кахання» (Мінськ, «Мастацкая літаратура», 2015), «Скажы, што кахаю…» (Мінськ, «Мастацкая літаратура», 2018).
Автор книг прози «Шоўк» (Мінськ, «Мастацкая літаратура», 2013), до яких увійшли оповідання «Насця», «Шоўк. Гісторыя жарсці», «Антыгерой», роман «Мыла»; «Каждому свой ад» (Смоленськ, «Ноопрес», 2013), «…І прыдбаў гэты дом» (Мінськ, «Чатыры чвэрці», 2020), «Сёстры» (Мінськ, «Галіяфы», 2020).
Перекладав з української, зокрема, твори Марії Вайно, Василя Слапчука, Наталії Дитиняк, Олександра Букатюка, Богдана Кирсти, Вікторії Шевель, Марисі Нікітюк, Миколи Біденка, Ганни Мотики, Романа Бойчука, Ольги Деркачової, Ольги Новак, Тетяни Белімової, Світлани Бреславської, Мар'яни Сурмачевської, Ганни Януш, Ярослави Шакери.
Перекладав на білоруську поетичні книги українських письменників Вікторії Шевель «На підборах» (Мінськ, «Голіафи», 2019) та Василя Слапчука «Коронація ромашки» (Мінськ, «Колорград», 2019), «Квіти на мінному полі» (Мінськ, «Колорград», 2020).

## Оцінки
- Лауреат міжнародної літературної премії імені Миколи Біденка за переклад віршів Миколи Біденка (Україна) — 2019
- Лауреат міжнародної літературної премії імені Григорія Сковороди за збірку віршів «Під лацканами споминів», перекладену українською мовою (Україна) — 2019
- Лауреат міжнародної літературної премії імені Пантелеймона Куліша за високий професіоналізм і вагомий внесок у популяризацію української літератури в Республіці Білорусь (Україна) — 2020

## Твори

### Романи
- «Пра каханне і не» (1999)
- «Беларускі раман» (2000)
- «Скарпіён» (2015)
- «Дачка» (2016)
- «Хронікі Белых Росаў» (2016–2021)
- «Прывітанне, Даша!» (2010–2017)
- «Сёстры» (2020)
- Трылогія «…І прыдбаў гэты дом»
- «Пераезд» (2017)
- «Адаптацыя» (2018)
- «Вольны птах» (2021)

### Оповідання
- «Насця» (1999)
- «Антыгерой» (2010)
- «Шоўк. Гісторыя жарсці» (2010)
- «Анёл і Траянда» (2019)
- «Адзін дзень Карыны Шарамет, або Вечная драма»
- «Аліса»
- «Без логікі»
- «Без святла»
- «Ваўчыца»
- «Выбар»
- «Вязень замка адзіноты»
- «Вяртанне»
- «Гульня ўяўлення»
- «Добры чалавек Мазахаў»
- «Ішоў дождж»
- «Калюня»
- «Кватэра, якая любіла цішыню»
- «Кома»
- «Крысціна»
- «Макулатура»
- «Начныя госці»
- «Развітанне з марай»
- «Руская рулетка»
- «Рыцар»
- «Саша»
- «Спатканне ў адну ноч»
- «Спёка»
- «Стаўроў»
- «Трыпціх»

## Електроні книги
- Волк (2012) — Проєкт «ПослеSLовие…» (Москва)[1];
- Прывітанне, Даша! (2016) — Видавництво Янушкевича (Мінськ)[2];
- Шоўк (2016) — Видавництво Янушкевича (перевидання паперової книги) (Мінськ)[3];
- Здравствуй, Даша! (2016) — Мультимедійне видавництво Стрільбицького (Київ)[4][5];
- Укус скорпиона (2016) — Мультимедійне видавництво Стрільбицького (Київ)[4][6];
- Хроники Беларутении (2016) — Мультимедійне видавництво Стрільбицького (Київ)[7];
- Каждому свой ад (2016) — Мультимедійне видавництво Стрільбицького (Київ)[8];
- Дочка (2016) — Мультимедійне видавництво Стрільбицького (Київ)[9];
- Гульня ўяўлення (2017) — Мультимедійне видавництво Стрільбицького (Київ)[10];
- Беларускі раман (2017) — Мультимедійне видавництво Стрільбицького (Київ)[11];
- Мястэчка (2017) — Мультимедійне видавництво Стрільбицького (Київ)[12].